# 楊子江
楊 子江（よう しこう、Zi-Jiang Yang, 1964年 - ）は、中国上海市出身の九州大学大学院システム情報科学研究院准教授。工学博士。
主な研究分野は制御工学、信号処理。非線形システムに対するロバスト制御理論に関する第一人者である。

## 略歴
- 1964年 - 中華人民共和国上海市に生まれる。
- 2001年 - 九州大学大学院システム情報科学研究院准教授。
- 2009年 - 茨城大学工学部知能システム工学科教授。